# Viadotto Italia
Le Viadotto Italia est un viaduc de l’autoroute italienne A2. Il franchit la brèche du Lao entre les villages de Laino Borgo et Laino Castello, dans le Nord de la Province de Cosenza, en Calabre, à une hauteur de 259 m : cela en faisait le pont le plus élevé d'Europe jusqu'en 2004, date à laquelle le record a été battu par le viaduc de Millau. Il demeure cependant le pont le plus haut d'Italie et le second plus haut pont d'Europe.

## Description
Le pont a été édifié entre 1968 et 1974 pour le compte de l'ANAS, d'après le projet de Fabrizio de Miranda, Carlo Cestelli Guidi et Carmelo Pellegrino Gallo. Il comporte deux sens de circulation de deux voies chacun, limitées par des glissières, et une voie piétonne large de 1,75 m de chaque côté. Il n'y a pas de bande d'arrêt d'urgence.
Ce viaduc long de 1 161 m comporte 19 travées et 18 piles en béton armé, dont la hauteur atteint 145 m. Les trois travées centrales ont respectivement des portées de 125 + 175 + 125 m. Elles forment une poutre continue, dont le tablier est un caisson de 12 m de largeur, portant une dalle orthotrope de 21,6 m de largeur. Le caisson présente une hauteur 8,5 m diminuant continûment depuis les deux piles centrales vers les piles de rive. Les travées d'accès 7 m de portée au Nord, et celles côté Sud (d'une portée de 9 m), sont des poutres caisson en béton armé dont la hauteur varie entre 43,6 m et 48,4 m.

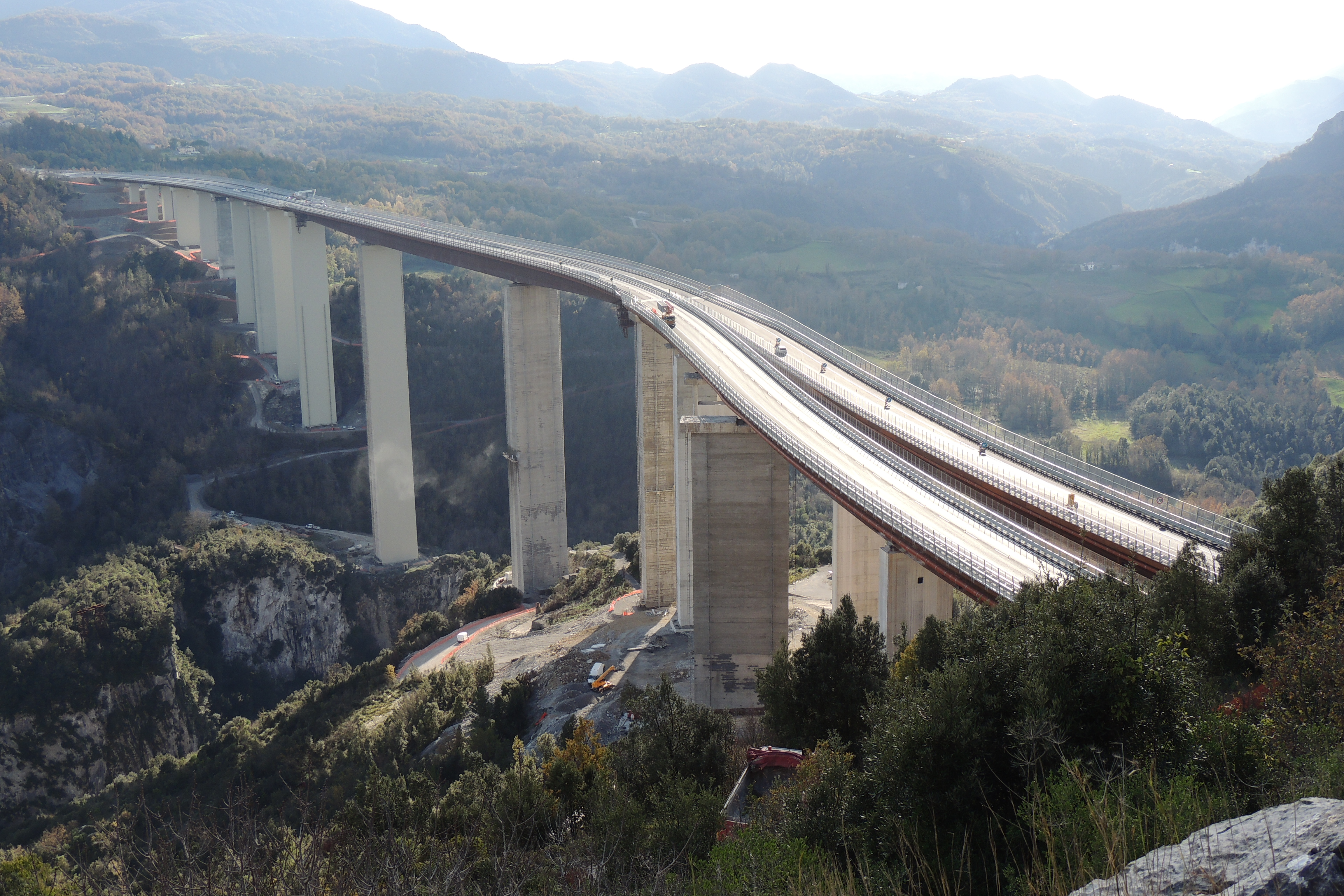
Le viaduc pendant les travaux de reconstruction en novembre 2016.

Le tracé du tablier nord était courbe de la première à la troisième travée. Dans le cadre du doublement de l'autoroute A2, cette courbe a été adoucie et la route prolongée au nord vers deux tunnels d'accès : le tunnel de Jannello long de 2,3 km, débouchant ensuite sur le viaduc de Jannello. Il a fallu naturellement reconstruire le tablier, et les superstructures en béton des travées côté sud ont été entièrement reconstruites.